# سبأ العواضي
سبأ غالب يحي العواضي شاعرة يمنية من مواليد محافظة إب تكتب الشعر بنوعيه الفصيح والشعبي وتكتب كذلك القصة والمسرحيه ومثلت اليمن في العديد من المحافل الدولية في دولة الكويت وقطر والأردن.

## الجوائز والالقاب
1. الميدالية الذهبية من جامعة الدول العربية.[2]
2. حاصلت على لقب شاعر الحوار في مسابقة شاعر الحوار من بين 25 شاعر وشاعرة من مختلف محافظات الجمهورية اليمنية حيث حصلت على المركز الثاني.[3]
3. حاصلت على لقب اميرة الحرف من قبل لجنة تحيكم مسابقة صدى القوافي.

## المناصب التي شغلتها
- -رئيس محور المرأة والطفل في مؤسسة شركاء.
- -نائب رئيس مجلس شورى الشباب التابع للمدرسة الديمقراطية.
- -رئيس مجلة اتحاد جامعة صنعاء كلية الشريعة والقانون.
- -مدير مجلة جامعة سبأ.
- -المسؤل الثقافي لمؤسسة شبابية.
- -رئيس قطاع الطالبات اتحاد شباب اليمن كلية الشريعة والقانون.
- -رئيس المجموعة الخامسة لطلاب جامعة صنعاء الخاصة بمناقشة مخرجات الحوار الوطني من حيث التعليم.
- -رئيس اللجنة التحضيرية لاستقبال الطلاب الجدد في كلية الشريعة والقانون .
- -رئيس منظمة أنصار السياحة باليمن.

## مقتطف من قصائدها الشعرية
| نبأً من سبأ |

| سبأ العواضي | جيت بتحية شعب حياكم عدد .. ما يشن الغيث حنّان الرعود جيب وفي يدي لكم أنباء جد.. ما خالطت شك ولا فيها ردود إنا معاكم دائماً حتى الأبد.. وحدة ولا فينا عوائق أو حدود تاريخنا يشهد بوحدتنا وشهد .. إنا كمثل السيف في وجه اليهود همّنا واحد ونحن كالجسد.. ما ساد موطنكم بموطنا يسود عين الحسد طافت سمانا والحسد.. ما يندفن إلا بإهلاك الحسود إحنا بحمد الواحد الفرد الصمد.. قمنا بدفن الحقد في عمق اللحود حكمة يمانية وقائدنا به الحكمة تعد.. ساكنة من جد أجداد الجدود أنتم لكم بالخير بشار الأسد.. كونوا معه كالجند ومن أوفى الجنود لا تصدقوا كذب المعادي والمسد.. من ينشر الحقد بشراكم والجمود إسألونا نحن من كدنا نهد.. من كذبة الإعلام وأخبار الحقود صوت المذيع يقول هذا ما ورد.. واللي سمعنا منه ما في له وجود جابوا لنا الأزمات وإحنا في رغد.. قاموا بزرع الحقد في جوف الورود لكننا كلا بقوته استعد.. ولأجل موطنا غدونا كالفهود وانتم كذا احموا ثراكم والبلد.. ولا تسمحوا للغير يهديكم قيود كونوا مع بشار درعه والسند.. ذاك الأسد وانتم ملايين الأسود واحنا معاكم دائماً حتى الأبد.. وحده ولافينا عوائق أو حدود معاً نحطم كل أركان الحسد.. ونعرف بنار الشهب صدر الحقود والصلاة البارحة واليوم وغد.. تبلغ المختار هو نور الوجود | سبأ العواضي |

## مقاطع فيديو للشاعرة
- قصيدة احكي بقصة
- الشاعرة سبأ العوضي- ملتقي الابداع الشعري- صنعاء
- الشاعرة اليمنية سبأ العواضي /مناظره